# Ariteus flavescens
Ariteus flavescens е вид бозайник от семейство Phyllostomidae, единствен представител на род Ariteus.

## Описание
Видът е сравнително малък с обща дължина на възрастните от 5 до 7 см. Женските тежат средно 13 грама и са забележимо по-големи от мъжките, които достигат средно до 11 грама. Те имат къси и широки, крила и много къса опашка. Носът е голям и изпъкнал. Козината е червеникавокафява върху по-голямата част от тялото, като избледнява от долната му страна.